# España en el Campeonato Mundial de Atletismo de 1991
La selección española de atletismo acudió a los Campeonatos del Mundo de Atletismo de 1991, celebrados en Tokio entre el 23 de agosto y el 1 de septiembre de 1991, con un total de 59 atletas (42 hombres 17 mujeres).

## Medallas
Se logró una única medalla de bronce de la mano de Sandra Myers en los 400 metros lisos, lo que colocó a la selección española en el puesto 29.ª del medallero.

## Finalistas
Además se obtuvieron otros 5 puestos de finalista gracias a las actuaciones de Tomás de Teresa, 8.º en los 800 metros lisos, de Fermín Cacho, 5.º en los 1500 metros lisos, de Antonio Peñalver, 8.º en el Decatlón, de Valentí Massana, 5.º en los 20 kilómetros marcha y del equipo femenino de relevos de 4 x 400 metros lisos que logró el 7.º puesto en la final.

## Participación
El detalle de la actuación española en la segunda edición de los campeonatos del mundo de atletismo se recoge en la siguiente tabla:
| Atletas                      | Pruebas                 | Actuación |
| ---------------------------- | ----------------------- | --- |
| Juan Jesús Trapero           | 100 metros lisos        | 1.ª ronda: 5.º en su eliminatoria (10.44) |
| Juan Jesús Trapero           | 4 x 100 metros lisos    | 1.ª ronda: 6.º en su eliminatoria (39.52) |
| Enrique Talavera             | 200 metros lisos        | Cuartofinalista: 4.º en su eliminatoria (20.98) y 8.º en su serie de cuartos (21.12)                                                         |
| Enrique Talavera             | 4 x 100 metros lisos    | 1.ª ronda: 6.º en su eliminatoria (39.52) |
| Miguel Ángel Gómez Campuzano | 200 metros lisos        | 1.ª ronda: 5.º en su eliminatoria (21.08) |
| Miguel Ángel Gómez Campuzano | 4 x 100 metros lisos    | 1.ª ronda: 6.º en su eliminatoria (39.52) |
| Cayetano Cornet              | 400 metros lisos        | Cuartofinalista: 4.º en su eliminatoria (46.54) yno compitió en su serie de cuartos por lesión                                               |
| Tomás de Teresa              | 800 metros lisos        | Finalista: 2.º en su eliminatoria (1:46.41), 3.º en su semifinal (1:45.84) y 8.º en la final (1:47.65)                                       |
| Juis Javier González         | 800 metros lisos        | 1.ª ronda: 3.º en su eliminatoria (1:50.46)                                                                                                  |
| Fermín Cacho                 | 1500 metros lisos       | Finalista: 3.º en su eliminatoria (3:38.31), 3.º en su semifinal (3:40.83) y 5.º en la final (3:35.62)                                       |
| José Luis González           | 1500 metros lisos       | Semifinalista: 2.º en su eliminatoria (3:41.48) y 8.º en su semifinal (3:41.71)                                                              |
| Teófilo Benito               | 1500 metros lisos       | Semifinalista: 2.º en su eliminatoria (3:43.88) y 6.º en su semifinal (3:41.61)                                                              |
| Abel Antón                   | 5000 metros lisos       | Final: 7.º en su eliminatoria (13:53.60) y 11.º en la final (13:39.00)                                                                       |
| Antonio Serrano              | 5000 metros lisos       | 1.ª ronda: 8.º en su eliminatoria (13:59.75)                                                                                                 |
| Martín Fiz                   | 5000 metros lisos       | 1.ª ronda: 9.º en su eliminatoria (13:59.52)                                                                                                 |
| Alejandro Gómez              | 10000 metros lisos      | Final: 8.º en su eliminatoria (28:29.37) y 9.º en la final (28:13.14)                                                                        |
| Antonio Prieto               | 10000 metros lisos      | 1.ª ronda: 12.º en su eliminatoria (28:57.28)                                                                                                |
| José Manuel Albentosa        | 10000 metros lisos      | 1.ª ronda: 15.º en su eliminatoria (29:20.92)                                                                                                |
| Diego García Corrales        | Maratón                 | 14.º (2h21:16) |
| Juan Francisco Romera        | Maratón                 | Abandonó |
| Carlos Sala                  | 110 metros vallas       | 1.ª ronda: 6.º en su eliminatoria (13.73) |
| Benito Nogales               | 3000 metros obstáculos  | 1.ª ronda: 7.º en su eliminatoria (8:39.21)                                                                                                  |
| Antonio Peula                | 3000 metros obstáculos  | 1.ª ronda: 10.º en su eliminatoria (8:45.41)                                                                                                 |
| Jon Azkueta                  | 3000 metros obstáculos  | 1.ª ronda: 11.º en su eliminatoria (8:50.50)                                                                                                 |
| Arturo Ortiz                 | Salto de altura         | Final: 8.º en la calificación (2.27) y 10.º en la final (2.24)                                                                               |
| Gustavo Adolfo Becker        | Salto de altura         | Calificación: 16.º (2.24) |
| Javier García Chico          | Salto con pértiga       | Calificación: 24.º (5.30) |
| Alberto Ruíz                 | Salto con pértiga       | Calificación: 29.º (5.20) |
| Jesús Oliván                 | Salto de longitud       | Calificación: 17.º (7.94) |
| Ángel Hernández              | Salto de longitud       | Calificación: 24.º (7.75) |
| Santiago Moreno              | Triple salto            | Calificación: 28.º (16.04) |
| David Martínez               | Lanzamiento de disco    | Calificación: 14.º (61.14) |
| Julián Sotelo                | Lanzamiento de jabalina | Calificación: 39.º (65.74) |
| Antonio Peñalver             | Decatlón                | Finalista: 8.º (8.200 puntos) |
| Luis Rodríguez Fernández     | 4 x 100 metros lisos    | 1.ª ronda: 6.º en su eliminatoria (39.52) |
| Luis Cumellas                | 4 x 400 metros lisos    | 1.ª ronda: 6.º en su eliminatoria (3:08.39)                                                                                                  |
| Moisés Fernández             | 4 x 400 metros lisos    | 1.ª ronda: 6.º en su eliminatoria (3:08.39)                                                                                                  |
| Didac Mañas                  | 4 x 400 metros lisos    | 1.ª ronda: 6.º en su eliminatoria (3:08.39)                                                                                                  |
| Antonio Sánchez              | 4 x 400 metros lisos    | 1.ª ronda: 6.º en su eliminatoria (3:08.39)                                                                                                  |
| Valentí Massana              | 20 kilómetros marcha    | Finalista: 5.º (1h20:29) |
| Miguel Ángel Prieto          | 20 kilómetros marcha    | 21.º (1h24:06) |
| Daniel Plaza                 | 20 kilómetros marcha    | Descalificado |
| Josep Marín                  | 50 kilómetros marcha    | 12.º (4h13:19) |
| Jordi Llopart                | 50 kilómetros marcha    | 17.º (4h16:36) |
| Basilio Labrador             | 50 kilómetros marcha    | Abandonó |
| Cristina Castro              | 100 metros lisos        | Cuartofinalista: 4.ª en su eliminatoria (11.55) y 7.ª en su serie de cuartos (11.71)                                                         |
| Cristina Castro              | 4 x 100 metros lisos    | 1.ª ronda: 5.ª en su eliminatoria con récord de España (44.08)                                                                               |
| Sandra Myers                 | 400 metros lisos        | Medalla de bronce: 1.ª en su eliminatoria (52.70), 2.ª en su serie de cuartos (52.01), 1.ª en su semifinal (50.64) y 3.ª en la final (49.78) |
| Sandra Myers                 | 4 x 400 metros lisos    | Finalista: 4.ª en su eliminatoria con récord de España (3:29.12) y 7.ª en la final con récord de España (3:27.57)                            |
| Sandra Myers                 | 4 x 100 metros lisos    | 1.ª ronda: 5.ª en su eliminatoria con récord de España (44.08)                                                                               |
| María Julia Merino           | 400 metros lisos        | Semifinalista: 5.ª en su eliminatoria (53.04), 5.ª en su serie de cuartos 851.82) y 8.ª en su semifinal (53.41)                              |
| María Julia Merino           | 4 x 400 metros lisos    | Finalista: 4.ª en su eliminatoria con récord de España (3:29.12) y 7.ª en la final con récord de España (3:27.57)                            |
| Maite Zúñiga                 | 800 metros lisos        | 1.ª ronda: 5.ª en su eliminatoria (2:03.24)                                                                                                  |
| Estela Estévez               | 1500 metros lisos       | 1.ª ronda: 11.ª en su eliminatoria (4:13.93)                                                                                                 |
| Julia Vaquero                | 3000 metros lisos       | 1.ª ronda: 9.ª en su eliminatoria (8:58.90)                                                                                                  |
| María José Mardomingo        | 100 metros vallas       | Semifinalista: 4.ª en su eliminatoria (13.22) y 7.ª en su semifinal (13.19)                                                                  |
| Margarita Ramos              | Lanzamiento de peso     | Calificación: 21.º (15.89) |
| Ángeles Barreiro             | Lanzamiento de disco    | Calificación: 26.º (51.24) |
| Carmen García Campero        | 4 x 100 metros lisos    | 1.ª ronda: 5.ª en su eliminatoria con récord de España (44.08)                                                                               |
| Patricia Morales Salvador    | 4 x 100 metros lisos    | 1.ª ronda: 5.ª en su eliminatoria con récord de España (44.08)                                                                               |
| Esther Lahoz                 | 4 x 400 metros lisos    | Finalista: 4.ª en su eliminatoria con récord de España (3:29.12) y 7.ª en la final con récord de España (3:27.57)                            |
| Blanca Lacambra              | 4 x 400 metros lisos    | Finalista: 4.ª en su eliminatoria con récord de España (3:29.12) y 7.ª en la final con récord de España (3:27.57)                            |
| Gregoria Ferrer Sancho       | 4 x 400 metros lisos    | Finalista: 4.ª en su eliminatoria con récord de España (3:29.12) y 7.ª en la final con récord de España (3:27.57)                            |
| María Cruz Díaz              | 10 kilómetros marcha    | 15.º (45:23) |
| Emilia Cano                  | 10 kilómetros marcha    | 16.º (45:32) |
| María Reyes Sobrino          | 10 kilómetros marcha    | 29.º (47:31) |